# Lophophelma vigens
Lophophelma vigens là một loài bướm đêm trong họ Geometridae.